# Mephritus genuinus
Mephritus genuinus är en skalbaggsart som beskrevs av Dilma Solange Napp och Martins 1982. Mephritus genuinus ingår i släktet Mephritus och familjen långhorningar. Inga underarter finns listade i Catalogue of Life.